# 7.92x36mmEPK
7.92×36mm EPK 是一种試验型步枪子彈，用于皮爾卡爾輕機槍。此枪弹的基础为6.5mm曼利夏步枪弹，扩大了颈部用以容纳更大的7.92毫米弹头，弹壳长度缩短为36毫米，可以算得上是一種先驅的中等威力彈。